# Identitätsdokumentenregister
Das Identitätsdokumentenregister (IDR)  ist in Österreich die zentrale Datenbank zur Ausstellung von Identitätsdokumenten und Evidenthaltung von Verfahrensdaten im Zuge der Ausstellung von Reisedokumenten.
Dies ist ein im Zuge der E-Government Strategie des Bundes gestartetes Register, in welchem sämtliche Pässe (Reisepass, Fremdenpass, Konventionsreisepass, Dienstpass
und Diplomatenpass) und Personalausweise eingetragen werden.
Die ausstellenden Behörden haben über das Corporate Network Austria (CNA) direkten Zugriff auf dieses Register. Die Ausstellung der Pässe und Personalausweise wird ausschließlich über dieses Register abgewickelt. 
Rechtsgrundlage ist §22b Passgesetz.